# پارک فالز (ویسکانسین)
پارک فالز، ویسکانسین  (به انگلیسی: Park Falls) شهری در شهرستان پرایس ایالت ویسکانسین است که در سال ۱۹۱۲ بنیان‌گذاری شده‌است. این شهر طبق سرشماری سال ۲۰۱۰ میلادی ۲٬۴۶۲ نفر جمعیت داشته‌است.

## نگارخانه

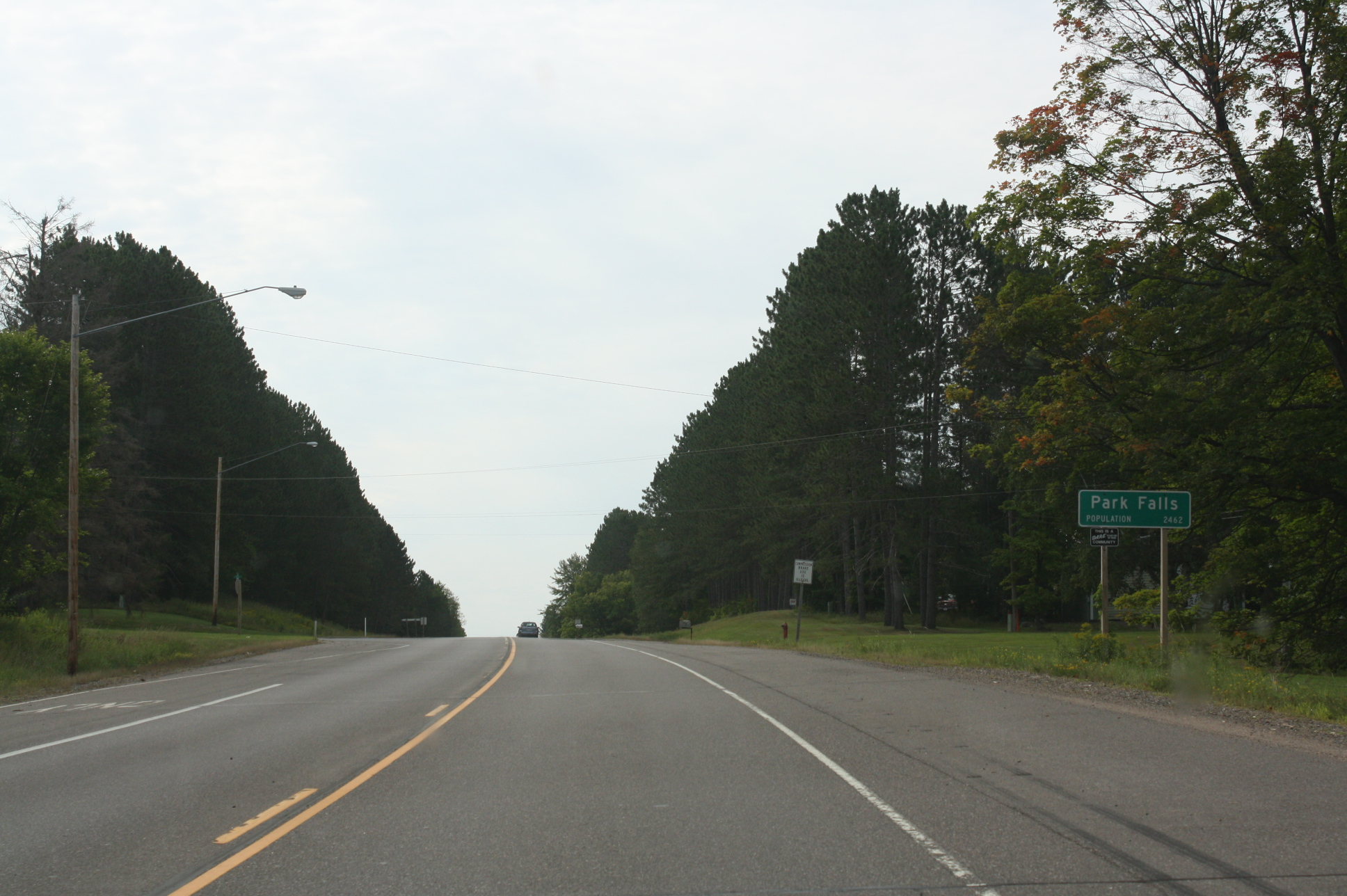
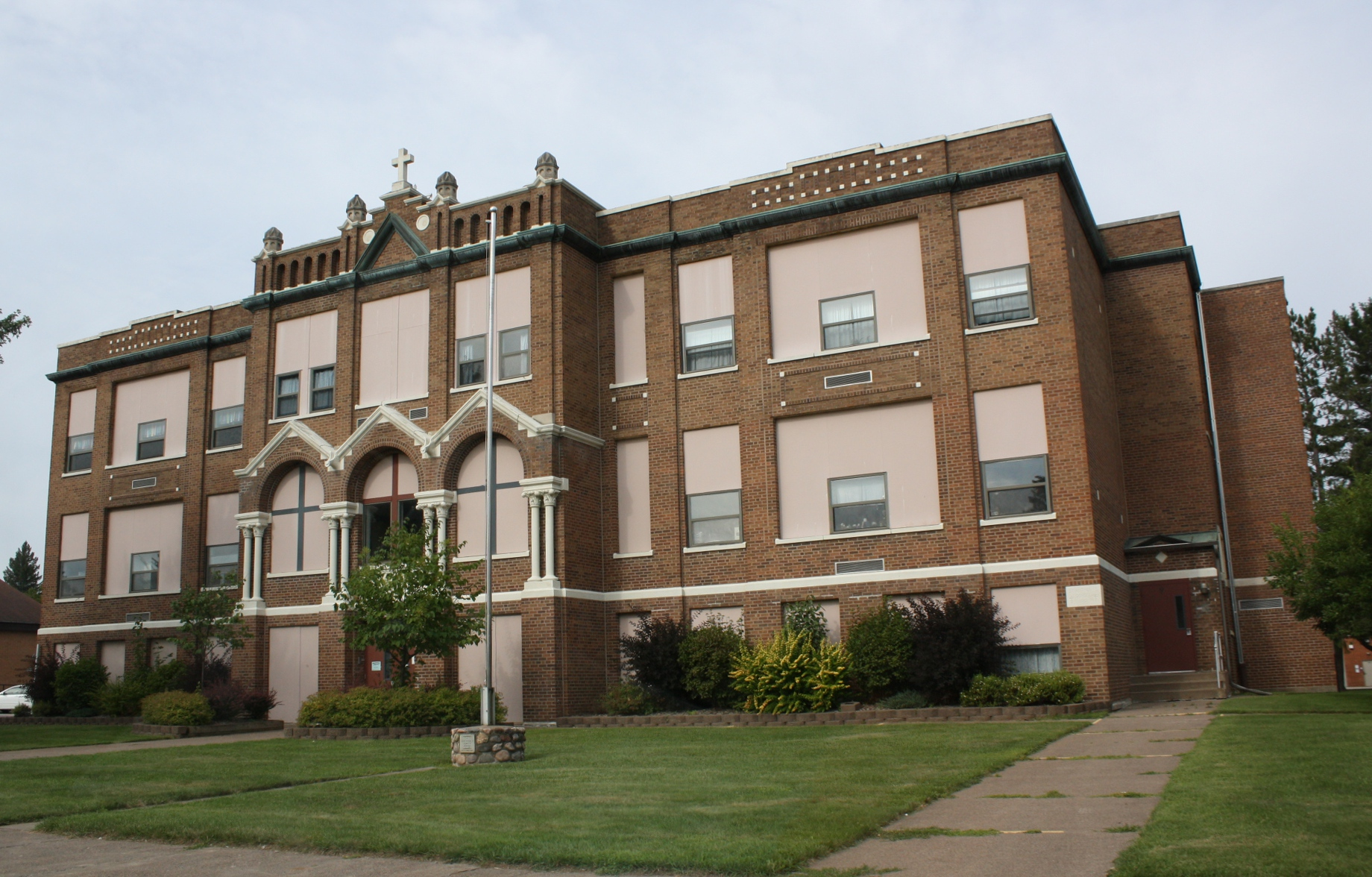
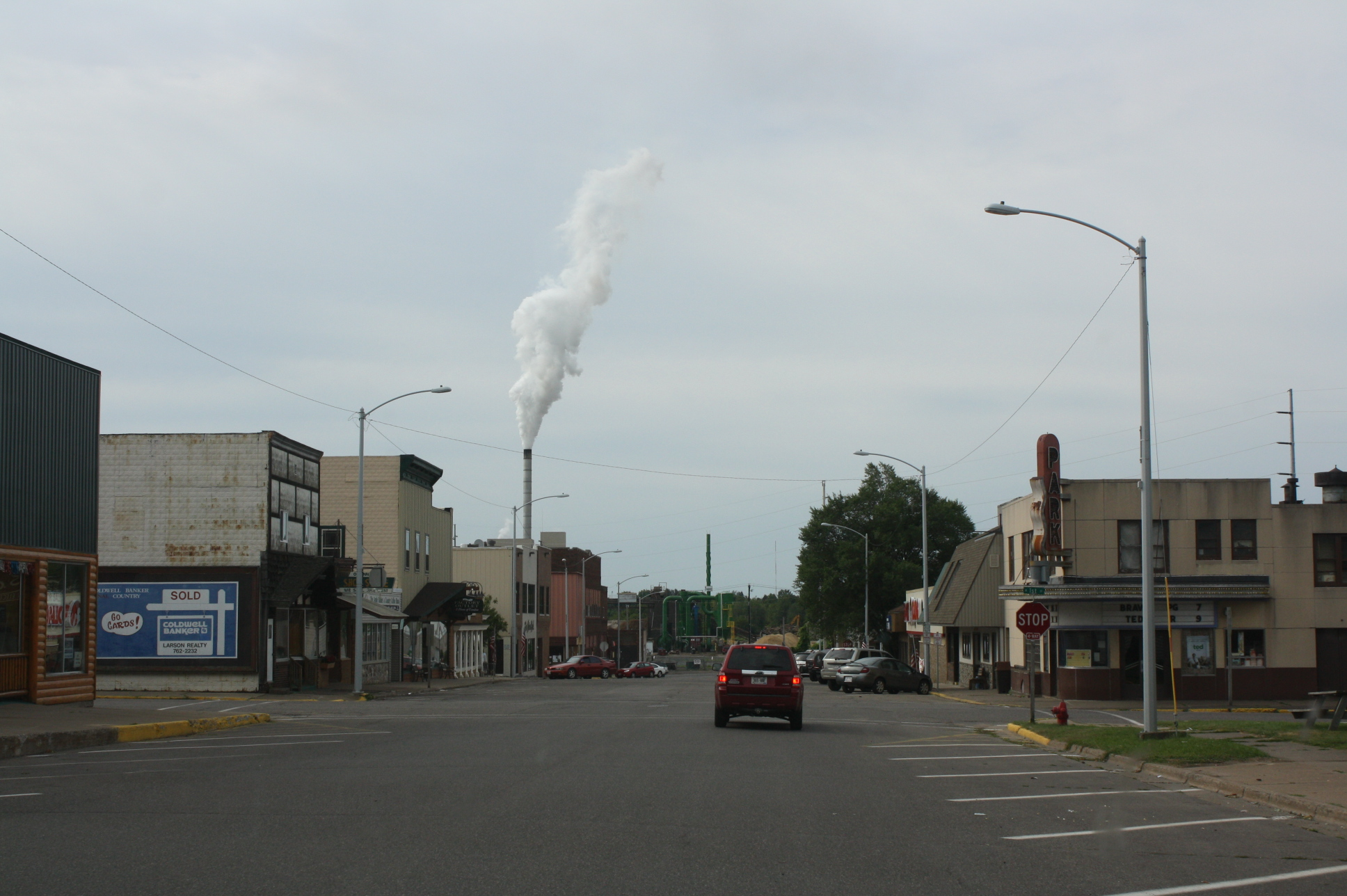